# Andrei Alexandrowitsch Suchowezki
Andrei Alexandrowitsch Suchowezki (russisch Андрей Александрович Суховецкий; * 25. Juni 1974; † 28. Februar 2022 bei Mariupol, Ukraine) war ein russischer Offizier. Er war zuletzt stellvertretender Kommandeur der 41. Armee im Range eines Generalmajors. Er wurde während des russischen Überfalls auf die Ukraine 2022 getötet.

## Leben
Nachdem er 1995 an einer Militärakademie der Luftlandetruppen in Rjasan seinen Abschluss gemacht hatte, wurde er zunächst als Zugführer eingesetzt. Suchowezki wurde im Laufe seiner Laufbahn im Nordkaukasus, in Abchasien und im Krieg in Syrien eingesetzt; für seine Rolle bei der Annexion der Krim wurde er ausgezeichnet. Drei Jahre vor seinem Tod wurde er Kommandeur der in Noworossijsk garnisonierten 7. Garde-Luftsturm-Division. 2021 ernannte man ihn zum stellvertretenden Kommandeur der 41. Armee. Er wurde während des Angriffs auf die Ukraine bei Kämpfen bei Mariupol am 28. Februar 2022 von einem ukrainischen Scharfschützen tödlich getroffen.
Er war der erste russische General, der 2022 in der Ukraine getötet wurde. Wladimir Putin bestätigte seinen Tod am 4. März. Er wurde in Noworossijsk am 5. März 2022 beerdigt.